# Кшижан, Ян Павол
Ян Павол Кшижан, немецкий вариант — Йоганн Пауль Цишанк (в.-луж. Jan Pawoł Křižan, нем. Johann Paul Zieschank; 12 декабря 1854 года, деревня Счийецы, Лужица, Германия — 22 февраля 1923 года, Годзий, Лужица, Германия) — лютеранский священнослужитель, серболужицкий писатель, поэт и многолетний председатель серболужицкой культурно-просветительской организации «Матица сербская».

## Биография
Родился 12 декабря 1854 года в крестьянской семье в серболужицкой деревне Счиецы. С 1868 года по 1877 год обучался в гимназии в Будишине, после чего изучал лютеранскую теологию в Лейпциге, Тюбинген и Йене. Будучи студентом, издал несколько книг на верхнелужицком языке. В 1881 году окончил теологическое образование и был назначен священником в одном из лютеранских приходах в Каменце. В 1898 году после смерти Яромера Имиша назначен настоятелем в Годзии.
Во время служения в Годзии публиковал свои поэтические произведения в лютеранских журналах «Misionski Posoł» и «Pomhaj Bóh». С 1889 года по 1923 год был редактором журнала «Předźenak» и с 1899 года по 1915 год — редактором журнала «Misionski Posoł». В 1903 году организовал лагерь серболужицких студентов «Схадзованка».
С 1877 года был одним из членом Совета «Матицы сербской» и после смерти Юрия Лусчанского с 1905 года до своей кончины — её председателем.